# Шоро а

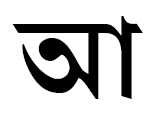

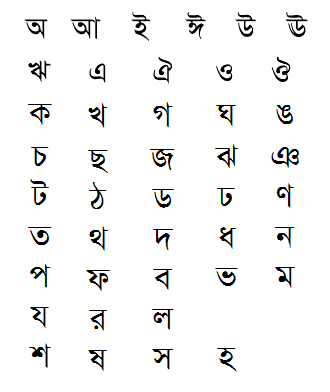

Шоро а (бенг. шоро — гласный, санск. свара) — আ, вторая буква бенгальского алфавита, обозначает долгий огубленный гласный заднего ряда средне-верхнего подъёма ā. Внутри и в конце слова передаётся внутристрочным контактным знаком акар া, аналогичным пенджабскому знаку канна.
আ входящая в пару подобных гласных (короткая — долгая, অ — আ) и произносится как a в английском слове farther.

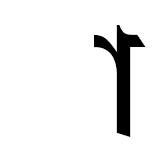
акар